# Киреев, Иван Васильевич

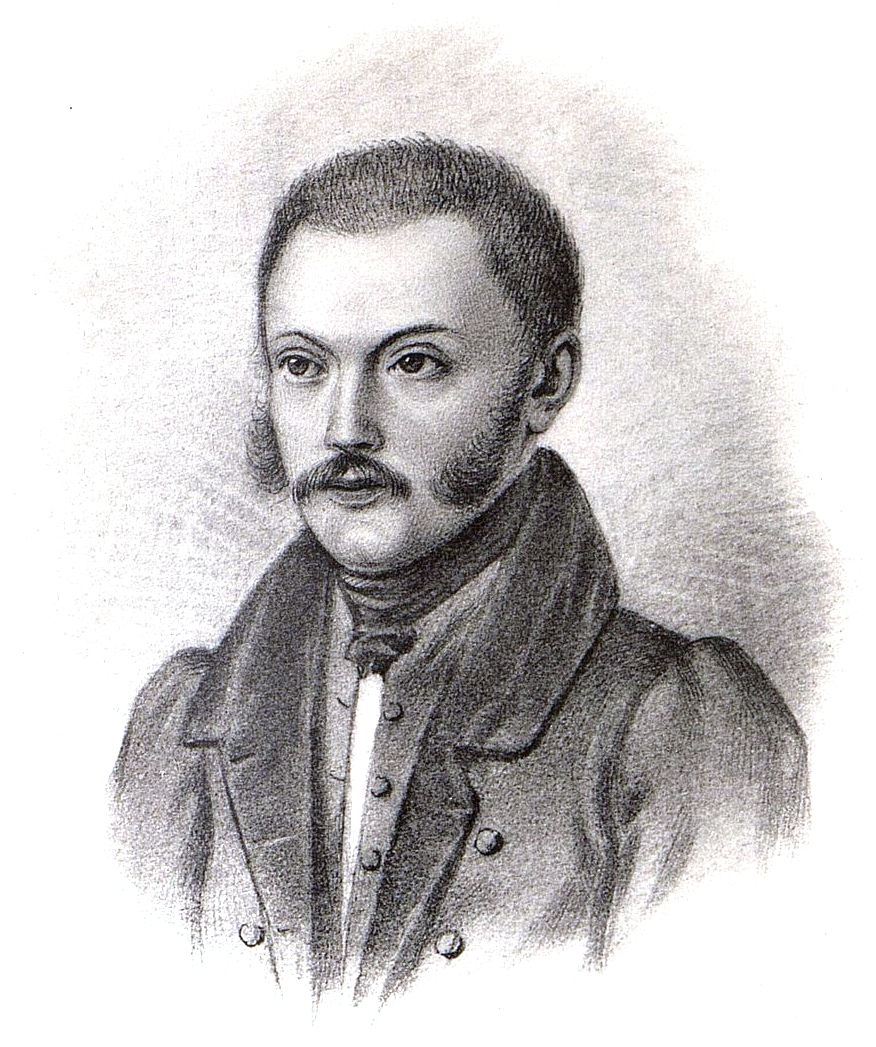

Киреев Иван Васильевич (31 января 1803 — 20 июня 1866, Тула) — прапорщик 8 артиллерийской бригады, декабрист.

## Биография
Из дворян Тульской губернии. Воспитывался дома, затем во 2-м кадетском корпусе, был прапорщиком-артиллеристом. Прикомандирован к дивизионной артиллерийской школе в городе Житомир учителем — 15 октября 1825 года.
Член Общества соединенных славян с 1825 года.
Приказ об аресте — 26 января 1826 года, арестован в Житомир и, доставлен в Петербург — 6 февраля, 7 февраля 1826 года переведен в Петропавловскую крепость. Осужден по II разряду и по конфирмации 10 июля 1826 осужден на каторжные работы на 20 лет, срок сокращен до 15 лет — 22 августа 1826 года. Отправлен в Сибирь 24 апреля 1828 года. Наказание отбывал в Читинском остроге и Петровском заводе. После отбытия срока указом 14 декабря 1835 года обращен на поселение в город Минусинск Енисейской губернии, куда прибыл в 1836 году. В Минусинск в жил у Беляева. После амнистии 26 августа 1856 года остался в Минусинске и служил там в окружном управлении, выехал из Минусинска с семьей — 12 июля 1861 года, сначала в Калугу, где жил у Батенькова, а в ноябре 1861 года переехал на постоянное жительство в Тулу, где на средства, собранные по подписке среди тульского дворянства, купил небольшой домик, по высочайшему повелению сохранено пособие (114 рублей 28 копеек), которое он получал в Сибири. Умер в Туле, похоронен в с. Дементеево.
Жена, Фекла Ивановна Соловьева, после его смерти ежегодно, по ходатайству III отделение, получала помощь, которая предоставлялась мужу, а также деньги из Малой артели декабристов.